# Новоромановка
Новорома́новка (каз. Новоромановка) — село у складі Сандиктауського району Акмолинської області Казахстану. Входить до складу Сандиктауського сільського округу.
Населення — 259 осіб (2021; 311 у 2009, 371 у 1999, 429 у 1989).
Національний склад станом на 1989 рік:
- росіяни — 74 %.